# Autoroute espagnole C-31D
La C-31D est une autoroute urbaine qui permet d'accéder à l'ouest de Mataró depuis la C-32.
D'une longueur de 3 km environ, elle relie l'Autoroute del Maresme qui contourne l'agglomération par le nord jusqu'au centre ville au niveau de la place circulaire Porta Laietana
Elle est composée de 2 échangeurs jusqu'à la place.

## Tracé
- Elle se déconnecte de la C-32 après le passage de la gare de péage de Vilassar de Mar pour pénétrer par l'ouest de l'agglomération jusqu'au centre ville de Mataró.

## Sorties
| Sorties | Villes                                    |      |
| ------- | ----------------------------------------- | ---- |
|         | Badalone - Barcelone                      | C-32 |
| 01      | Mataró Ouest - Mataró-Mataró Pla d'en Boe |      |
| 02      | Mataró Centre - Mataró-Via de Sergia      |      |
|         | Mataró Centre - Mataró-Porta Laietana     |      |